# Freyella insignis
Freyella insignis is een zeester met elf tot dertien armen uit de familie Freyellidae.
De wetenschappelijke naam van de soort werd in 1905 gepubliceerd door Hubert Ludwig. De beschrijving was gebaseerd op zestien exemplaren die in maart en april 1891 tijdens een onderzoekstocht met het schip Albatross waren opgedregd van diepten van 3182 tot 3436 meter bij Malpelo, in de Golf van Panama, en zuidoostelijk van Acapulco.